# Archieparquía de Baalbek
La archieparquía de Baalbek o de Heliópolis (en latín: Archieparchia Heliopolitana Graecorum Melkitarum y en árabe: بعلبك‎) es una circunscripción eclesiástica de la Iglesia católica en Líbano. Se trata de una archieparquía greco-melquita católica inmediatamente sujeta al patriarcado de Antioquía de los melquitas. Desde el 28 de junio de 2004 su archieparca es Elias Rahal, de la Sociedad de Misioneros de San Pablo.

## Territorio y organización
La archieparquía extiende su jurisdicción sobre los fieles de rito bizantino greco-melquita residentes en parte de la gobernación de Baalbek-Hermel. Se extiende entre las cordilleras del Líbano y del Antilíbano, en la parte norte  del valle de la Becá, desde Hadath-Baalbek y Ser'în en el sur, como hasta El Kaa y la frontera sirio-libanesa en el norte. La archieparquía está dentro del territorio propio del patriarcado de Antioquía de los melquitas.
La sede de la archieparquía se encuentra en la ciudad de Baalbek, en donde se halla la Catedral de Santa Bárbara.
En 2020 en la archieparquía existían 13 parroquias:
- Santa Bárbara, en Baalbek
- San Elías (santuario), en Baalbek
- San Elián, en Ras-Baalbek
- San Pablo, en Ras-Baalbek
- San Jorge, en El Kaa
- San Elías, en El Kaa
- San Jorge, en Fiké
- San Jorge, en Jdeide
- Nuestra Señora de la Anunciación, en Mouallaka-Jdeide
- San Elías, en Jdeide
- San Elías, en Ain
- San Jorge, en Hadath-Baalbek
- San Jorge, en Ain Borday
- San Elías, en Majdaloun
- San Elías, en Iaat
- San Elías, en Ser'în
- Nuestra Señora, en Taibé
- Virgen de Ras Baalbek: un lugar de peregrinación y monasterio de los padres basilianos alepinos
- Nuestra Señora de Kaa (Saydat al-Talleh)

## Historia
Heliópolis de Fenicia, que corresponde a la ciudad de Baalbek, fue un antiguo arzobispado autocéfalo ya conocido en el siglo IV y perteneciente a la provincia romana de Fenicia Segunda en la diócesis civil del Oriente y en el patriarcado de Antioquía.
En las actas del martirio de santa Eudoxia de Heliópolis se hace mención de un obispo de Heliópolis en tiempos del emperador Trajano (98-117), llamado Theodotos, quien bautizó a Eudoxia y murió martirizado en Heliópolis en 115 (se lo recoge en el martirologio romano de fecha 1 de marzo). Según Eusebio de Cesarea la diócesis fue erigida por el emperador Constantino I, pero el historiador cristiano omite el nombre del obispo. El obispo José participó en el sínodo antioqueno que juzgó al obispo Atanasio de Perre. Su episcopado terminó en 451 cuando fue reemplazado por Nonno, transferido de la sede de Edesa. Nonno regresó a Edesa en 457. Pedro firmó en 458 la carta de los obispos de Fenicia Segunda al emperador León después de la muerte de Proterio de Alejandría. A estos obispos, citados por Lequien, Korolevskij agrega a Constantino, quien parece haber participado en el Concilio de Nicea II en 787, sin embargo, este obispo está excluido en la edición crítica de las actas conciliares publicada por Erich Lamberz en 2006. Heliópolis fue ocupada por el ejército árabe musulmán en 634. En 1516 fue conquistada por el Imperio otomano.
La sede actual tiene presencia de obispos católicos desde 1701, año en que el obispo Partenio envió a Roma una profesión de fe católica, aún conservada en el archivo de Propaganda Fide.
En 1811 se unió con la sede de Homs.
Dependió de la archieparquía de Damasco de los melquitas (así como también las de Homs, Qara y Yabrud) hasta que en 1849 adquirió su autonomía.
La catedral con el palacio del obispo se construyó durante el episcopado de Germanos Mouakkad. La iglesia fue consagrada por el eparca Agapitos Malouf en 1897. El obispo Germanos Mouakkad fue el fundador de la Sociedad de Misioneros de San Pablo.
El 18 de noviembre de 1964 fue elevada al rango de archieparquía.
En 1997 se celebró el centenario de la dedicación de la catedral y el decimonoveno centenario de la llegada del primer obispo de Baalbek/Heliópolis.

## Estadísticas
Según el Anuario Pontificio 2021 la archieparquía tenía a fines de 2020 un total de 21 000 fieles bautizados.
| Año                                                                             | Población            | Población | Población      | Sacerdotes | Sacerdotes    | Sacerdotes    | Bautizados por sacerdote | Diáconos permanentes | Religiosos | Religiosos | Parroquias |
| Año                                                                             | Bautizados católicos | Total     | % de católicos | Total      | Clero secular | Clero regular | Bautizados por sacerdote | Diáconos permanentes | Varones    | Mujeres    | Parroquias |
| ------------------------------------------------------------------------------- | -------------------- | --------- | -------------- | ---------- | ------------- | ------------- | ------------------------ | -------------------- | ---------- | ---------- | ---------- |
| 1950                                                                            | 7600                 | 68 000    | 11.2           | 15         | 9             | 6             | 506                      |                      | 4          | 12         | 14         |
| 1959                                                                            | 9265                 | 80 000    | 11.6           | 20         | 17            | 3             | 463                      |                      | 4          | 35         | 17         |
| 1970                                                                            | 35 000               | 132 000   | 26.5           | 16         | 15            | 1             | 2187                     |                      | 1          | 112        | 11         |
| 1980                                                                            | 15 000               | ?         | ?              | 10         | 8             | 2             | 1500                     |                      | 2          | 70         | 10         |
| 1990                                                                            | 25 000               | ?         | ?              | 9          | 8             | 1             | 2777                     |                      | 6          | 38         | 10         |
| 1999                                                                            | 14 000               | ?         | ?              | 9          | 7             | 2             | 1555                     |                      | 2          | 47         | 11         |
| 2000                                                                            | 15 000               | ?         | ?              | 9          | 7             | 2             | 1666                     |                      | 2          | 47         | 11         |
| 2001                                                                            | 15 000               | ?         | ?              | 10         | 8             | 2             | 1500                     |                      | 2          | 47         | 12         |
| 2002                                                                            | 30 000               | ?         | ?              | 10         | 8             | 2             | 3000                     |                      | 2          | 47         | 12         |
| 2003                                                                            | 15 100               | ?         | ?              | 11         | 9             | 2             | 1372                     | 1                    | 2          | 48         | 12         |
| 2004                                                                            | 15 200               | ?         | ?              | 11         | 9             | 2             | 1381                     | 1                    | 4          | 48         | 12         |
| 2006                                                                            | 22 000               | ?         | ?              | 11         | 9             | 2             | 2000                     | 1                    | 3          | 52         | 12         |
| 2009                                                                            | 20 000               | ?         | ?              | 13         | 12            | 1             | 1538                     | 1                    | 1          | 57         | 13         |
| 2012                                                                            | 20 000               | ?         | ?              | 13         | 12            | 1             | 1538                     | 1                    | 2          | 43         | 7          |
| 2015                                                                            | 20 000               | ?         | ?              | 15         | 14            | 1             | 1333                     | 1                    | 1          | 41         | 13         |
| 2018                                                                            | 21 000               |           |                | 15         | 13            | 2             | 1400                     | 1                    | 2          | 41         | 13         |
| 2020                                                                            | 21 000               | ?         | ?              | 15         | 13            | 2             | 1400                     | 1                    | 2          | 41         | 13         |
| Fuente: Catholic-Hierarchy, que a su vez toma los datos del Anuario Pontificio. |                      |           |                |            |               |               |                          |                      |            |            |            |

## Episcopologio

### Obispos de la antigua sede de Heliópolis de Fenicia
- Teodoto †
- Anónimo † (en tiempos de Constantino I)
- José † (antes de 447-451)
- San Nonno † (451-457 nombrado arzobispo de Edesa)
- Pedro † (mencionado en 458)
- Constantino ? † (mencionado en 787)

### Obispos de la archieparquía actual
- Partenios (Haddad ?) † (antes de 1680-antes del 27 de octubre de 1722 falleció)
- Macarios de Baniyas † (1724-?)
- Basilios Bitar, B.C. † (31 de marzo de 1754-1 de enero de 1761 falleció)
- Philippe Qussayr, B.C. † (septiembre de 1761-24 de julio de 1777 falleció)
- Benoit Turkmani, B.C. † (13 de abril de 1785-22 de noviembre de 1808 falleció)
- Clément Moutran, B.C. † (1810-3 de julio de 1827 falleció)
- Etienne (Athanasius) Ubayd, B.C. † (11 de diciembre de 1827-1850 falleció)
- Elias (Meletios) Fendeh † (14 de noviembre de 1851-1 o 10 de septiembre de 1869 falleció)
- Basilios Nasser † (17 octubre de 1869-26 de septiembre de 1885 falleció)
- Germano Muʿaqqad, B.S. † (1886-febrero de 1894 renunció)[4]
- Agapitos Malouf, B.C. † (29 de marzo de 1896-12 de febrero de 1922 falleció)
- Melezio Abou-Assaleh † (11 de diciembre de 1922-20 de junio de 1937 falleció)
- Joseph Malouf, S.M.S.P. † (26 de octubre de 1937-5 de marzo de 1968 falleció)
- Elias Zoghbi † (9 de septiembre de 1968-24 de octubre de 1988 retirado)
- Cyrille Salim Bustros, S.M.S.P. (25 de octubre de 1988-22 de junio de 2004 nombrado archieparca a título personal de Newton)
- Elias Rahal, S.M.S.P. desde el 28 de junio de 2004